# Atonontrataronon
Atonontrataronon (Totontaratonhronon) /Otter people, / pleme Algonquian Indijanaca s rijeke St. Lawrence u blizini ušća Ottawe u Kanadi. Godine 1641. preselili su se na hjuronsku misiju Svetog Ivana Krstitelja (St. Jean Baptiste) gdje imaju 15 kuća.
Kod Sultzmana identični su s Ononchatarononima. Kroz povijest nazivani su i pod sličnim nazivima Totontaratonhronon, Atonthratarhonon, Atontrataronnons, Atontratas, Atontratoronons, Tonthratarhonon, Tontthrataronons.